# Флудстрём, Энгельбрект
Андерс Энгельбрект Флудстрём (швед. Anders Engelbrekt Flodström; 14 декабря 1896, Стура-Коппарбергский приход — 10 мая 1974, Стокгольм) — военный атташе Швеции в СССР, военный историк.

## Биография
Родился 14 декабря 1896 года в Даларне в Стура-Коппарбергском приходе. Его отцом был фермер Андерс Ульссон (1862—1909), матерью — Хильда Катарина Флудстрём (1869—1908). Рано остался сиротой, поэтому воспитывался в имении Фрембю-горд, принадлежавшем его опекуну судье Арвиду Флудстрёму.
Начал военную карьеру в 1916 году. В 1925—1927 годах обучался в Военном институте. В 1931—1932 годах служил заместителем военного атташе в Риге и Таллине. С 1934 года капитан Генерального штаба.
С октября 1939 года работал военным атташе в Москве. С 1 октября 1944 года занимал пост командующего Кирунским оборонительным районом, а с 1945 года являлся также главой Армейской егерской школы. В 1946 году получил звание полковника. В октябре 1952 года вновь занял пост военного атташе в СССР. В 1955 году в этом же ранге находился в Варшаве и Праге.
Вышел в отставку в 1957 году, после чего переехал в Стокгольм и принялся за написание работы по истории Далекарлийского полка (Dalregementets personhistoria). Сотрудничал с ежегодником «Armborstet», в котором публиковал биографические статьи.
С 1923 года был женат на Дагни Биргитте Юханссон (1901—1991), от которой имел сына Ханса Андерса (1924—1957).